# Ngampel (Kota Blora)
Ngampel is een bestuurslaag in het regentschap Blora van de provincie Midden-Java, Indonesië. Ngampel telt 2525 inwoners (volkstelling 2010).